# Orci
Orci es un pueblo ubicado en el distrito de Kaposvár, en el condado de Somogy, Hungría.

## Superficie
Posee una superficie de 9,970 kilómetros cuadrados.

## Demografía
Hasta 2019 la población era de 561 habitantes, con una densidad de población de 56,27 habitantes por kilómetro cuadrado.